# Pienisaari (ö i Södra Savolax, Nyslott, lat 61,91, long 28,26)
Pienisaari är en ö i Finland. Den ligger i sjön Pieni-Otikainen och i kommunen Sulkava i den ekonomiska regionen  Nyslotts ekonomiska region  och landskapet Södra Savolax, i den södra delen av landet, 260 km nordost om huvudstaden Helsingfors. Öns area är omkring 800 kvadratmeter och dess största längd är 50 meter i nord-sydlig riktning.